# 愛斯基摩飛人
《愛斯基摩飛人》是一部加拿大影片，由因紐特人執導和演出，全劇都使用因努伊特語。
- 製作費：1,960,000加元
- 首演日期：2001年5月13日（於坎城電影節）

## 內容
故事來自當地的古老傳說。
Tulimaq是名技術差劣的獵人，使他的兩個兒子Amaqjuaq和Atanarjuat常常要吃別人吃剩的肉（多是屁股）。
Atanarjuat長大了，和Atuat相愛，可是Atuat卻和族長之子Oki訂了婚。Atanarjuat跟Oki決鬥，獲勝，贏得美人歸，令Oki懷恨在心。Atanarjuat外出打獵，途中經過Oki一家人的居住地。Oki的妹妹Puja自願跟隨他去打獵，跟Atanarjuat發生關係，成了他的妻子。
後來，Puja竟和Amaqjuaq鬼混。Oki乘Amaqjuaq和Atanarjuat兩人打獵歸來熟睡時，下手殺人，不料Atanarjuat醒來，跑得很快的他任Oki如何追也追不上。Qulitalik一家救醒了他。
眾人都以為Atanarjuat已死。Oki乘機污辱了Atuat。為奪得權力，他更殺掉自己親父，成為族長。
Atanarjuat終於回來了。而Oki等人被放逐了。

## 外部連結
- https://web.archive.org/web/20010125042100/http://atanarjuat.com/